# Découvertes Gallimard
Découvertes Gallimard (i Sverige: En värld av vetande) är en bokserie skapad av den franska förlaget Éditions Gallimard. Den rikligt illustrerade serien fokuserar på teman som arkeologi, historia, kultur, konst, religion, vetenskap från antiken till moderna tider.
Serien är baserad på en idé av Pierre Marchand, den första volymen handlar om forntidens Egypten och släpptes den 21 november 1986. Serien har blivit en stor framgång, olika volymer har översatts till mer än 20 språk. År 2017 hade över 700 volymer skrivna av mer än 500 specialister publicerats. I Sverige publicerade Berghs förlag 26 volymer med titeln En värld av vetande mellan 1991 och 1999.

## Galleri

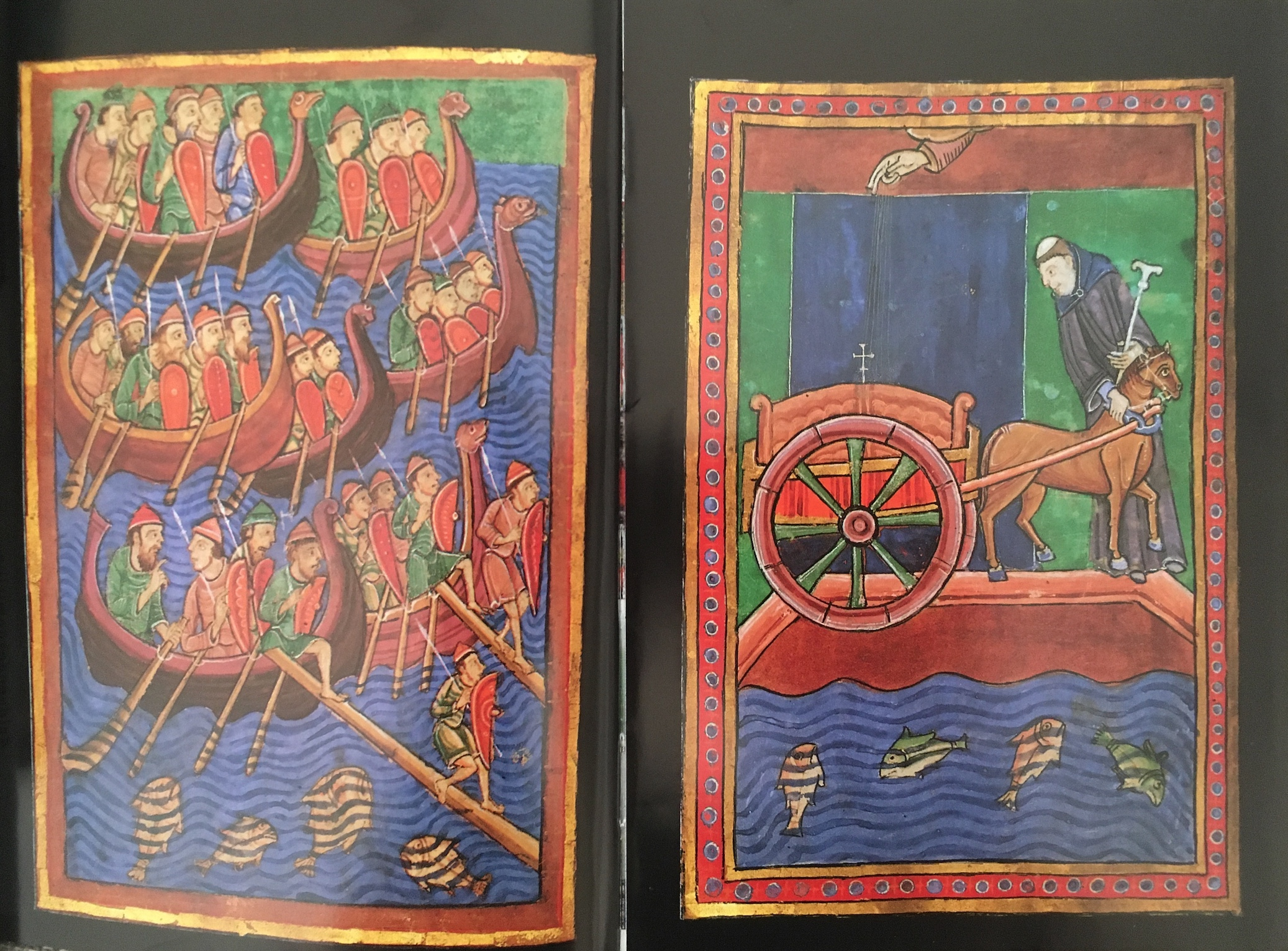
Vikingatid, pp. 2–3
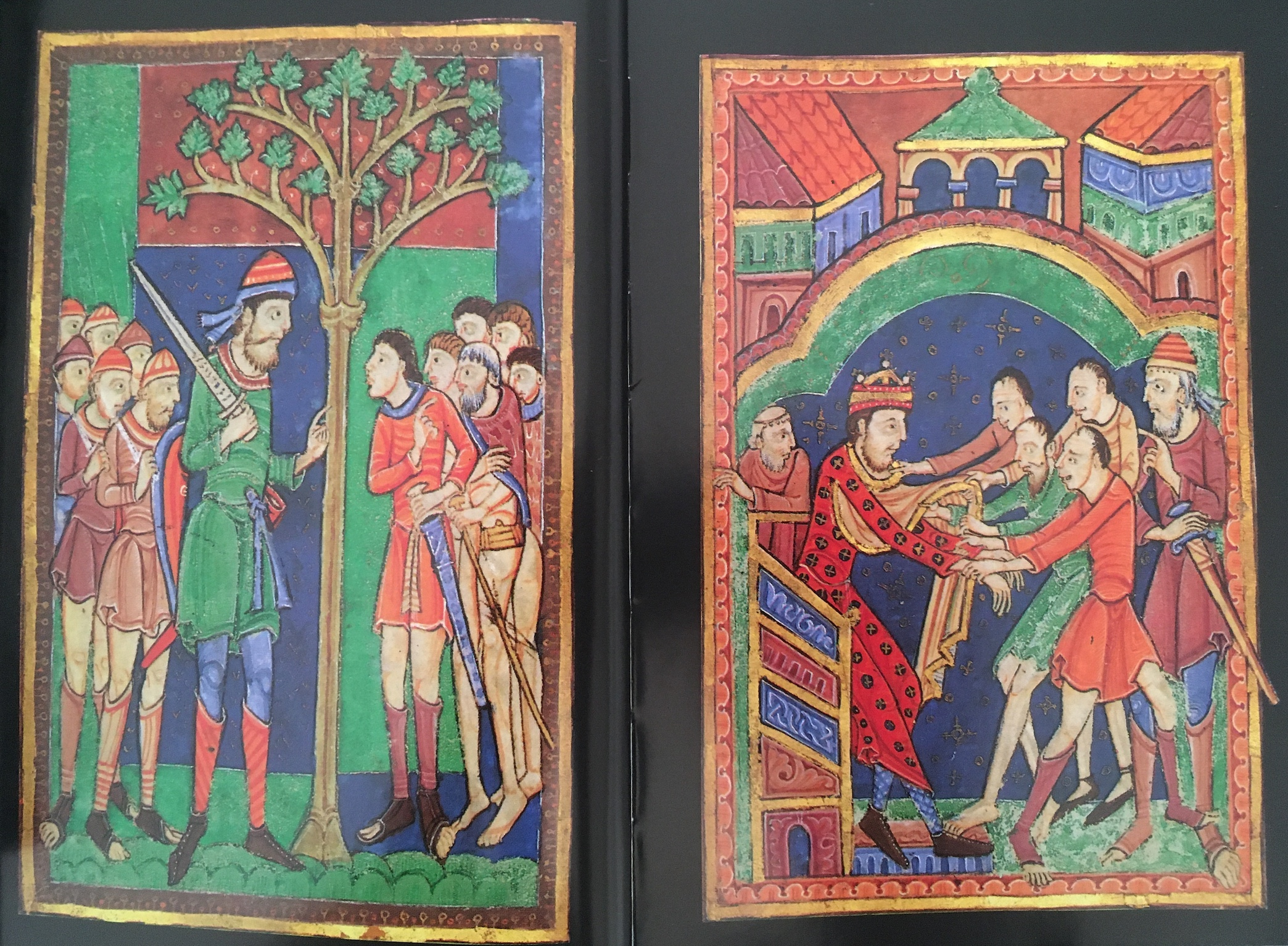
Vikingatid, pp. 4–5
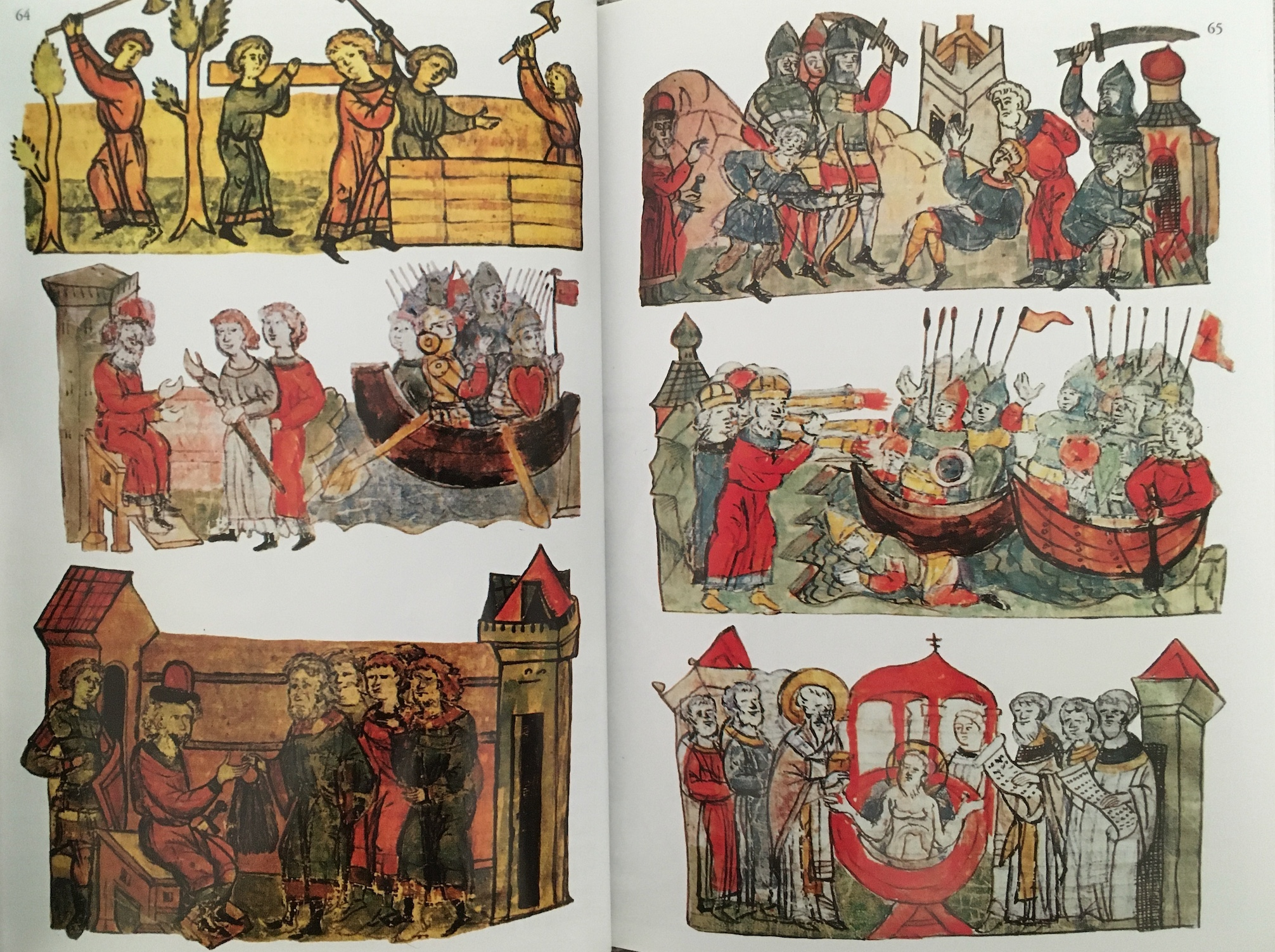
Vikingatid, pp. 64–65
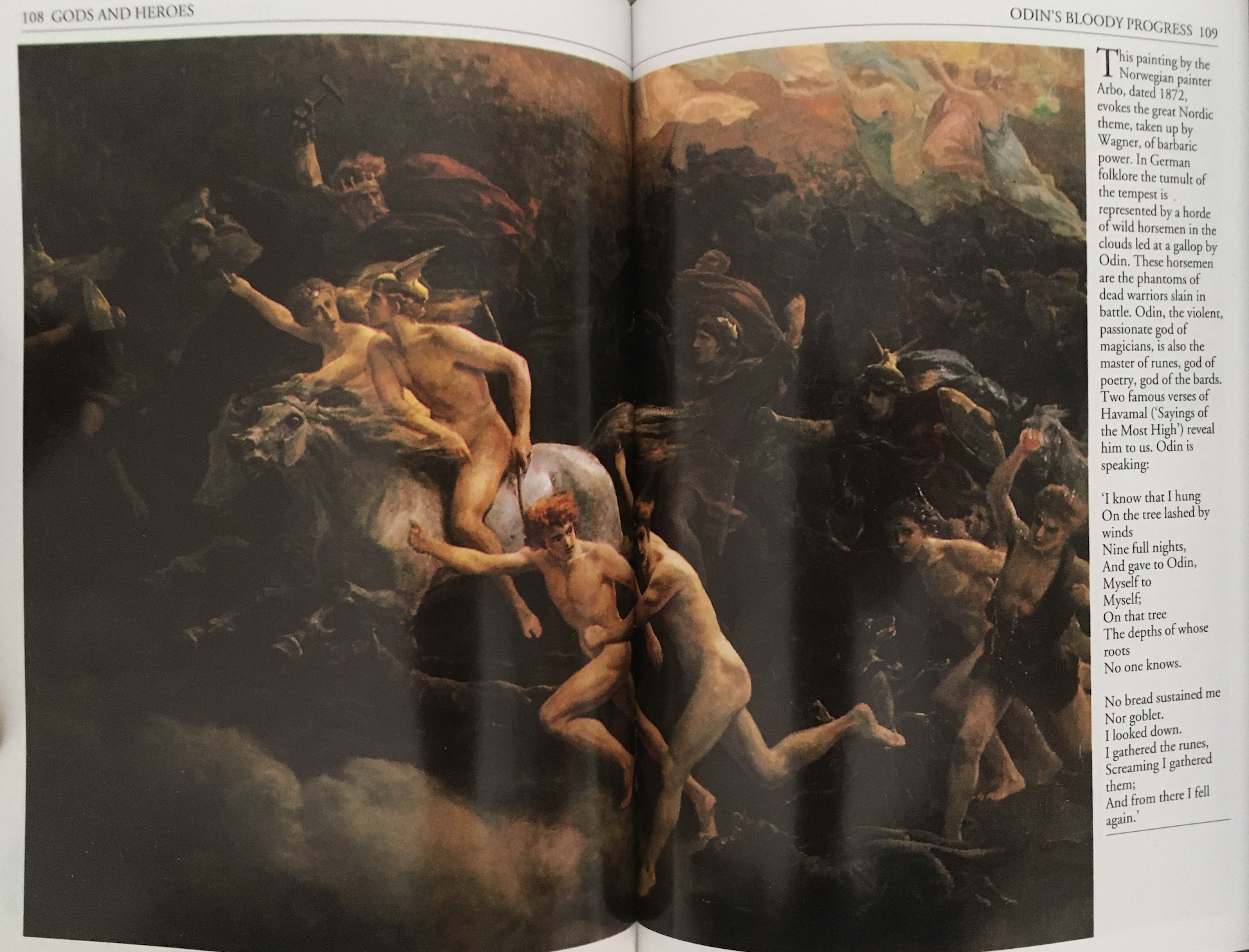
Vikingatid, pp. 108–109